# Encarsia haitiensis
Encarsia haitiensis är en stekelart som beskrevs av Dozier 1932. Encarsia haitiensis ingår i släktet Encarsia och familjen växtlussteklar.
Artens utbredningsområde är:
- Benin.
- Kuba.
- Haiti.
- Taiwan.
- Venezuela.

Inga underarter finns listade i Catalogue of Life.